# Люблинский католический университет

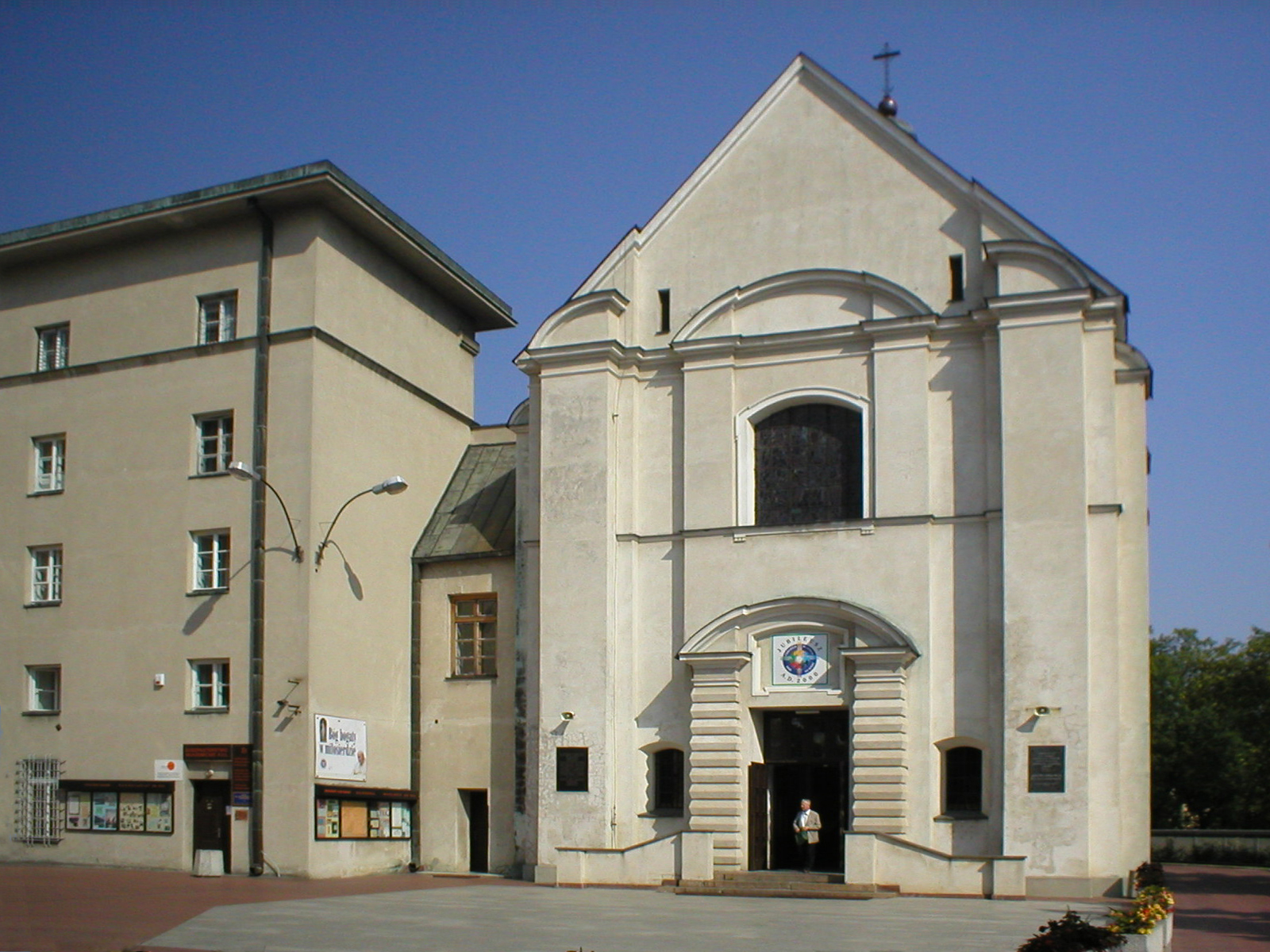
Университетская церковь

Католический университет Люблина имени Иоанна Павла II (пол. Katolicki Uniwersytet Lubelski Jana Pawła II, KUL) — польское негосударственное общественное высшее учебное заведение, дающее образование в области теологии, католического канонического права, а также в различных областях светской науки. Расположен в городе Люблин (два факультета расположены в Томашуве-Любельском и Сталёвой-Воле). Основан в 1918 году. Единственный негосударственный теологический университет Польши.

## История
После революции 1917 года Императорская Римско-католическая духовная академия в Санкт-Петербурге была закрыта, а у её ректора о. Радзишевского возникла идея создания католического университета в независимой Польше. Задачами нового университета его основатели, в числе которых был ряд видных польских интеллектуалов, считали формирование новой католической интеллигенции. Кроме чисто религиозных дисциплин в университете должны были преподаваться различные научные дисциплины в духе гармонии науки и веры.
Организационный комитет университета был создан в феврале 1918 года в Санкт-Петербурге. Комитет выбрал город Люблин местом расположения университета. 27 июля 1918 года план создания католического университета был одобрен Конференцией архиепископов Польши, в тот момент возглавляемой нунцием Акилле Ратти (позднее папой Пием XI). В июле 1922 года университет переехал в здание бывшего доминиканского монастыря в Люблине. В конце 30-х годов число студентов выросло до 1440.
В период нацистской оккупации Польши университет был закрыт, а здание отдано военному госпиталю. После освобождения Люблина Красной армией вновь открыт 21 августа 1944 года. Люблинский университет оставался открытым после прихода к власти в Польше коммунистов, он был единственным функционирующим католическим университетом во всём социалистическом блоке. В 50-х годах профессором этики и нравственного богословия Люблинского университета был Кароль Войтыла, будущий папа Иоанн Павел II. После его смерти Люблинскому университету было присвоено его имя.

## Структура
Учебная и исследовательская деятельность университета проводится на 8 факультетах (6 располагаются в Люблине, 2 в других городах). Обучение на степень бакалавра длится 3 года; степень магистра — 5 лет, а докторантура — 4 года. В университете обучается около 19 000 студентов.
Факультеты:
- Теология
- Философия
- Право, каноническое право и управление
- Общественные науки
- Общественные науки (вспомогательный факультет в Сталёвой-Воле)
- Математика и естественные науки
- Гуманитарные науки
- Право и экономические науки (Томашув-Любельский)

## Ректоры
- 1918—1922 Идзи Бенедикт Радзишевский
- 1956—1965 Марьян Рехович
- 1989—1998 Станислав Вельгус
- 1998—2004 Анджей Шостек

## Университет иРусский апостолат
С университетом были связаны известные деятели русского католического движения в эмиграции:
- Сипягин, Александр (протоиерей)
- Колпинский, Диодор Валерьянович